# 韓庭
韓庭（1441年—？），字鳳集，直隸真定府晉州人，民籍，明朝政治人物。

## 生平
成化十三年（1477年）丁酉科順天府鄉試第三十八名舉人。成化十七年（1481年）中式辛丑科會試第一百六十五名，三甲第一百六十五名進士。

## 家族
曾祖韓榮福；祖父韓仲禮；父韓恭，訓導。母雷氏。永感下。兄韓廣（贡士）、韓慶、韓廉。